# Katari (Nepal)

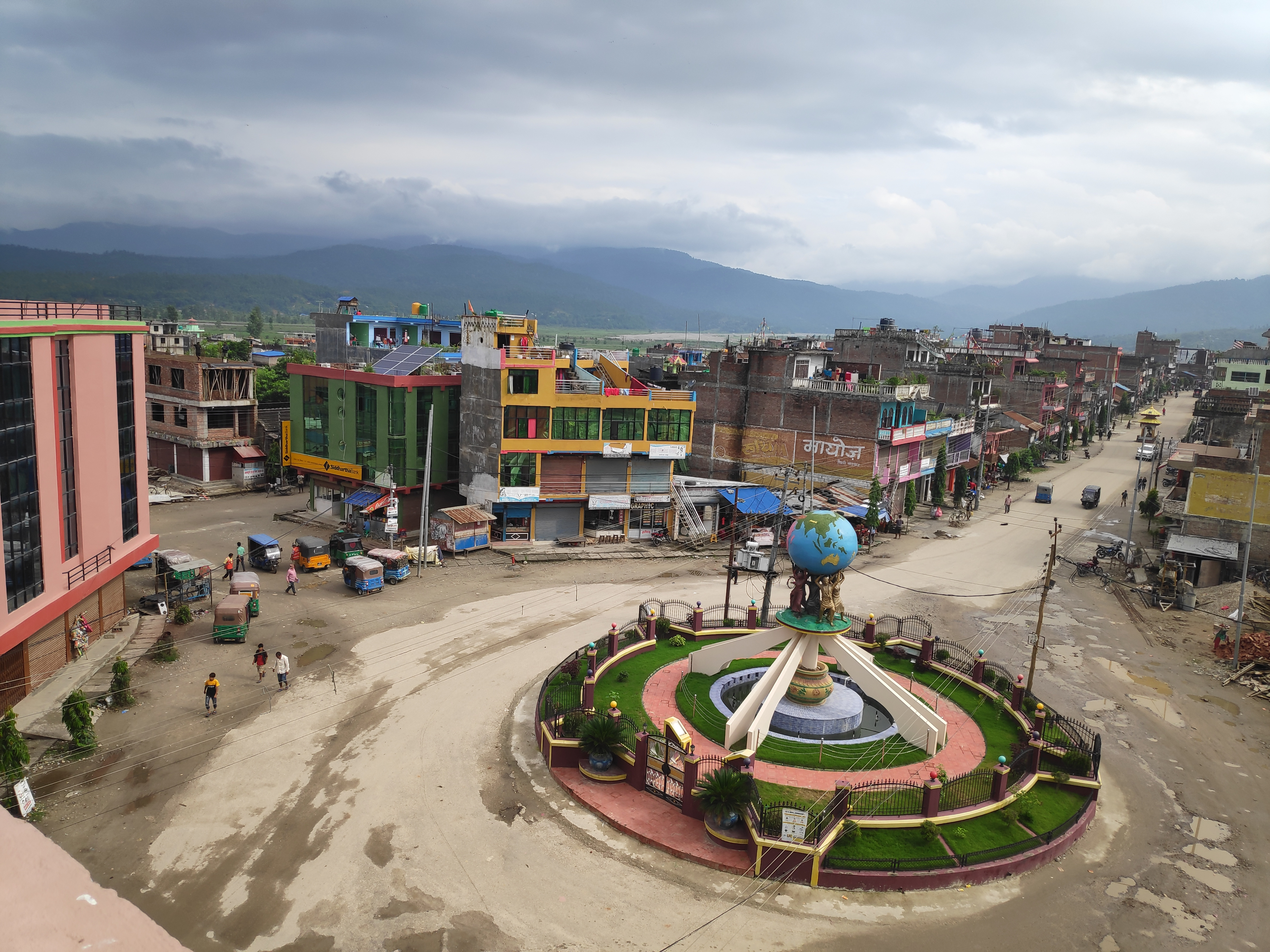
Bhugol Park, Katari, Udayapur, Nepal (2020)

Katari (Nepali कटारी Katari) ist eine Stadt (Munizipalität) im östlichen Terai Nepals im Distrikt Udayapur.
Katari liegt an einem linken Nebenfluss der Kamala im östlichen Terai Nepals. Eine Straße führt nach Süden zur Stadt Mirchaiya, die am Mahendra Rajmarg liegt.
Die Stadt Katari entstand 2014 durch Zusammenlegung der Village Development Committees Katari und Triveni. Das Stadtgebiet hat eine Fläche von 168,46 km².

## Einwohner
Bei der Volkszählung 2011 hatten die VDCs, aus welchen die Stadt Katari entstand, 28.123 Einwohner (davon 13.242 männlich) in 6042 Haushalten.